# 京極高通 (峰山藩主)
京極 高通（きょうごく たかみち）は、江戸時代前期の大名。丹後国峰山藩初代藩主。官位は従五位下・主膳正。

## 略歴
朽木宣綱の次男として誕生した。母方のおじである京極高知の養子となる。
元和2年（1616年）、徳川秀忠の小姓となり3,000石を賜う。元和8年（1622年）には丹後宮津藩主の養父高知の遺領のうち中郡1万石を分与され、旧領と併せて峰山1万3000石を領することとなり、峰山に立藩した。峰山藩京極家は宗家の宮津藩京極家が改易に、同じ支藩である田辺藩（舞鶴藩）京極家が但馬国豊岡へと転封になる中、高知が徳川家康から関ヶ原の戦いの戦功で拝領した丹後の地を一部とはいえ廃藩置県まで守り続けた。

## 系譜
- 父：朽木宣綱（1582年 - 1662年）
- 母：マグダレナ - 京極高吉の娘
- 養父：京極高知（1572年 - 1622年） - 京極高吉の次男
- 正室：京極高知の娘
  - 長男：京極高供（1623年 - 1674年）
- 生母不明の子女
  - 次男：京極高昌
  - 三男：京極高成 - 旗本。数代のちの京極高久は峰山藩主家の養子となり相続した。
  - 女子：溝口宣知正室
  - 女子：柳生宗冬正室
  - 女子：村上正直室